# Kastellparken

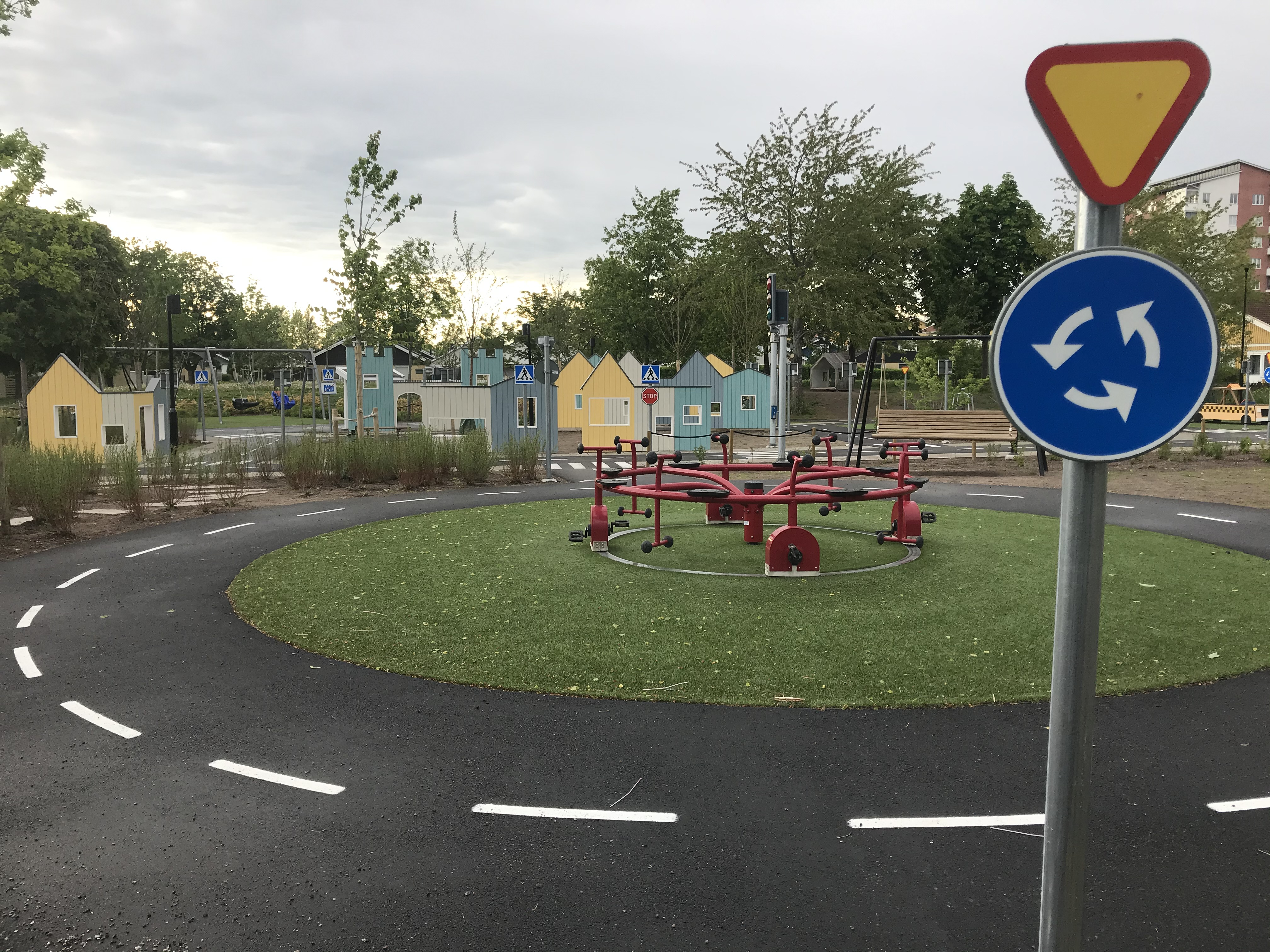
Trafiklekplatsen i Kastellparken, Uppsala

Kastellparken är en park i Uppsala som gränsar till Värnlundsgatan, Dan Anderssongatan och Elin Wägnersgatan. Den är anlagd på 1970-talet och i parken finns en lekplats med tema trafik.